# Bill Tilden
William Tatem "Bill" Tilden II (født 10. februar 1893, død 5. juni 1953) var en amerikansk tennisspiller. Tilden blev i 1920 den første amerikaner til at vinde Wimbledon, en bedrift han gentog i 1921 og 1930. Desuden vandt han US Open (dengang US Championships) hele 7 gange, 1920-1925 og igen i 1929.

## Eksterne links
- Spillerprofil
- Bill Tildens opslag i Munzinger Sportsarchiv (tysk)
- Bill Tildens profil hos ATP World Tour (engelsk)
- Bill Tildens profil hos ITF Tennis (engelsk)
- Bill Tildens profil hos Davis Cup (engelsk)
- Bill Tildens profil hos International Tennis Hall of Fame (engelsk)
- Bill Tildens profil hos ITF Tennis (engelsk)
- Bill Tildens profil hos NNDB (engelsk)
- Bill Tildens profil hos Find a Grave (engelsk)
- Bill Tildens profil hos Encyclopædia Britannica Online (engelsk)

- Wikimedia Commons har flere filer relateret til Bill Tilden